# 7555 Venvolkov
A 7555 Venvolkov (ideiglenes jelöléssel 1981 SZ6) a Naprendszer kisbolygóövében található aszteroida. Ljudmila Vasziljevna Zsuravljova fedezte fel 1981. szeptember 28-án.